# Contea di Jones (Mississippi)
La contea di Jones (in inglese Jones County) è una contea dello Stato del Mississippi, negli Stati Uniti. La popolazione al censimento del 2000 era di 64 958 abitanti. Il capoluogo di contea è Laurel.